# Zilog Z80
Zilog Z80 CPU，簡稱Z80，是一款由Zilog公司製造的8位元微處理器，與英特爾公司出產的8080微處理器的指令集相容。Z80可執行為8080所寫的CP/M作業系統，所以過去在apple II兼容機盛行的年代，很多人都愛在電腦內加裝Z80擴充卡，並透過它來運行WordStar、VisiCalc等商業軟體。
Z80也廣泛用在一些家用電腦（當時還未使用個人電腦這一名詞）中，其中較知名的例如Tandy / Radio Shack的TRS-80。

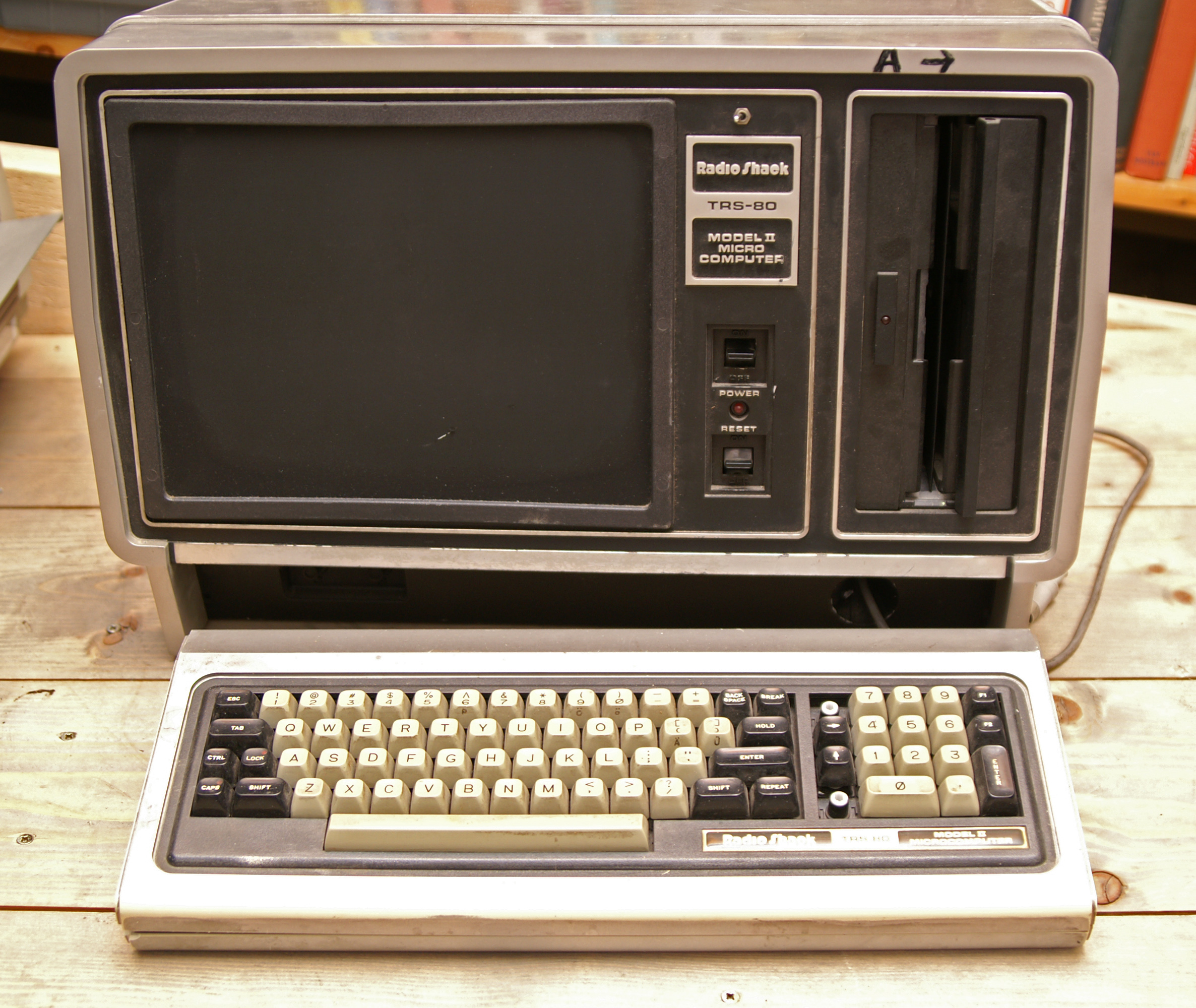
TRS-80 Model II，
第二代的TRS-80

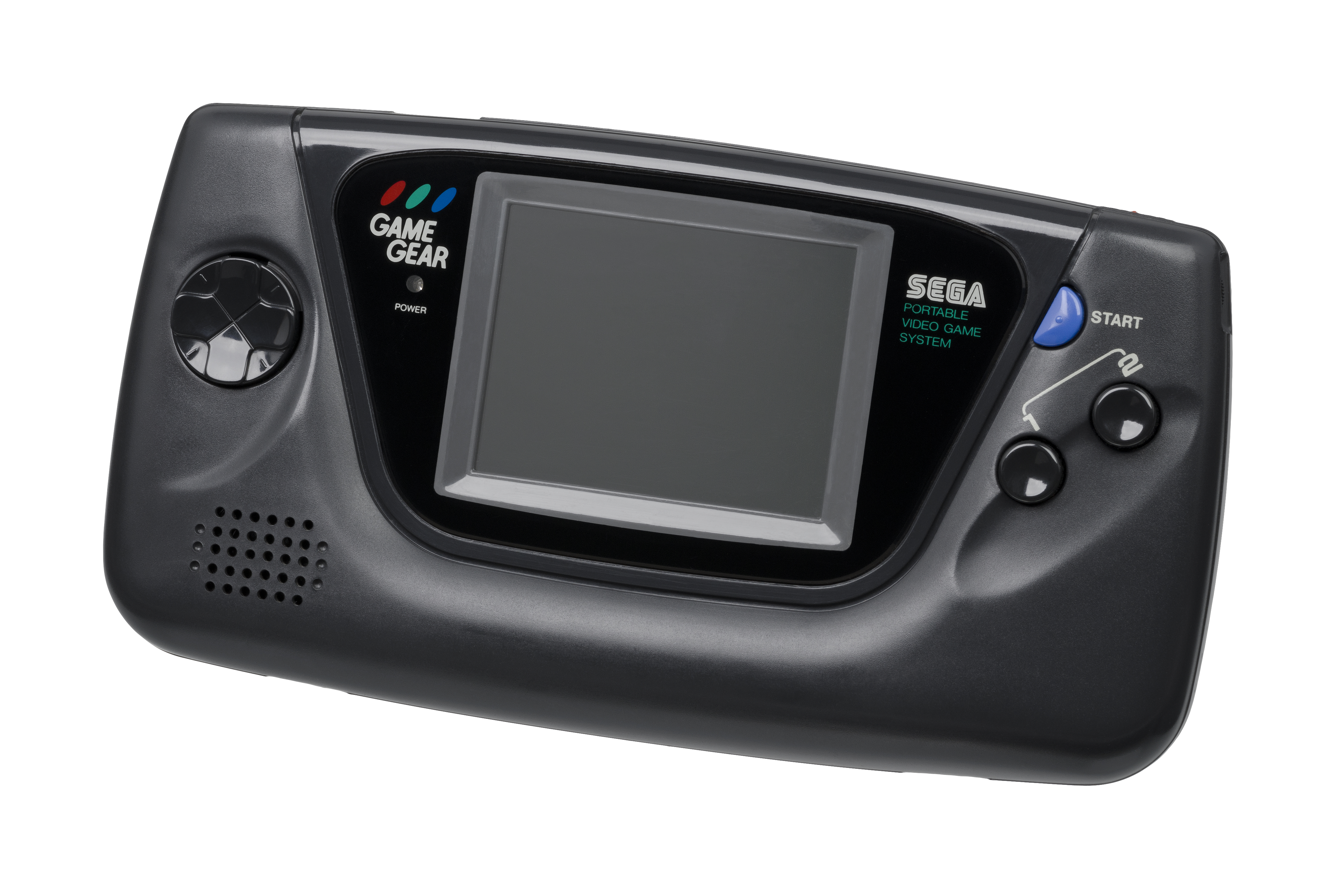
Game Gear遊戲機使用Zilog Z80

Z80也大量用於微電腦學習機，例如宏碁公司的第一款微電腦產品：小教授一號（MPF I）。
原始Z80的最高時脈是2.5 MHz，Z80A則可以使用到4 MHz時脈，後來推出的Z80B最高可以使用6 MHz時脈。之後還有8MHz、10MHz的版本。
Z80原使用NMOS製程，後來也有生產CMOS製程的Z80。後期使用的編號，NMOS者為Z8400，CMOS者為Z84C00。
任天堂的經典掌機GameBoy所使用的CPU——DMG，就是Z80的客製化版本。
2024年4月，Zilog宣布在上市48年後，將停止生產Z80 CPU。

## 第二來源廠商

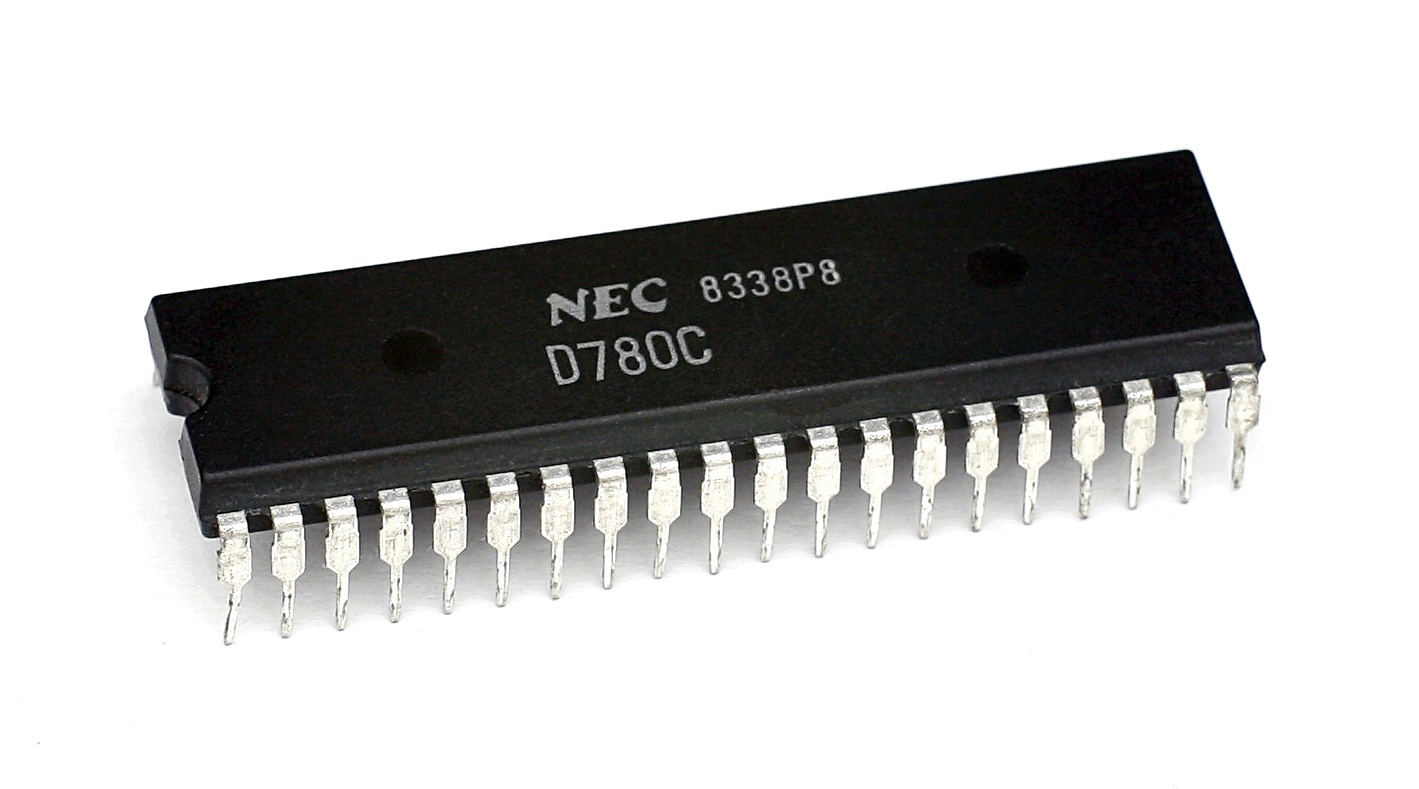
NEC的µPD780C（相當於Z80）

除了Zilog公司外，當時製造與Z80（A）相同CPU的第二來源廠商還有Sharp與NEC，其廠牌型號對應如下：
| 廠牌＼最高時脈速度 | 2.5 MHz | 4 MHz     | 6 MHz     |
| ------------------ | ------- | --------- | --------- |
| ZiLog              | Z80 CPU | Z80A CPU  | Z80B CPU  |
| NEC                | µPD780C | µPD780C-1 | µPD780C-2 |
| Sharp              | LH0080  | LH0080A   | LH0080B   |

## Z80週邊元件
Z80系列除了有Z80 CPU（後來又稱Z8400）之外，Zilog公司也推出一系列週邊IC，可搭配Z80 CPU使用。
- Z80 DMA (Z8410)：直接記憶體存取控制器。（功能類似Intel 8257）
- Z80 PIO (Z8420)：平行輸入輸出埠介面。（功能類似Intel 8255）
- Z80 CTC (Z8430)：計數器、計時器。（功能類似Intel 8253）
- Z80 SIO (Z8440)：序列輸入輸出埠介面，支援同步與非同步傳輸。（功能類似Intel 8251）